# 植物乳桿菌PS128
植物乳杆菌PS128是植物乳杆菌的一个特殊品种，是乳杆菌属的细菌。在植物基质、肉类、牛奶以及人类的胃肠道中都能找到此類細菌。

## 前臨床研究
植物乳桿菌 PS128 在多項動物實驗中展現潛在的神經心理健康相關作用，涵蓋阿茲海默症、自閉症、焦慮及壓力調節等方面。
一項發表於《BMC Complementary Medicine & Therapies》的研究中，研究者使用腦部注射 streptozotocin 建立阿茲海默症樣認知障礙小鼠模型，發現口服 PS128 可改善學習與記憶能力。該研究指出，PS128 能抑制 GSK3β 活性、降低 tau 蛋白磷酸化與 Aβ 沉積，減少神經膠質增生，並提升突觸蛋白 PSD95 水準。
在另一項發表於《Frontiers in Nutrition》的研究中，研究人員使用丙戊酸誘導自閉症光譜障礙（ASD）小鼠模型，發現 PS128 可改善其社交行為與空間記憶表現，並提升催產素及其受體表現。同時也觀察到腸道菌相改變（如雙歧桿菌屬增加）與行為改善呈正相關。

## 臨床研究
PS128 近年來被應用於多項神經心理健康相關的前瞻性臨床研究中。
2021 年，美國麻省總醫院（Massachusetts General Hospital）進行一項開放標籤的前瞻性試驗，針對 8–21 歲自閉症族群受試者補充 PS128，為期八週。結果顯示受試者在情緒反應、注意力與日常功能指標方面皆有改善，且家長報告情緒調節與整體行為有所改善。
PS128 亦於 2022 年被納入義大利進行的肌少症與情緒調節研究中，顯示對老年人群情緒困擾有部分改善效果。